# Gomphus simillimus
Espèce
Statut de conservation UICN

 LC  : Préoccupation mineure
Gomphus simillimus, le gomphe semblable est une espèce d'odonates du sous-ordre des anisoptères (ou libellules au sens strict) et qui fait partie de la famille des Gomphidae.

## Description
Cette espèce ressemble aux autres espèces de gomphes et est souvent identifiée par élimination des autres espèces de son genre.

## Habitat
Cette libellule apprécie quasiment tous les types d'eaux courantes, allant du fleuve lent et ses canaux parallèles aux torrents de montagne (où les larves devront alors occuper des secteurs abrités tels que les fosses ou les abords des berges).

## Répartition
Gomphus simillimus est un gomphe endémique du nord du Maghreb et du sud-ouest de l'Europe, commun en France (sauf dans le Nord).

## Statut
Cette espèce est en expansion, mais reste menacée par la pollution (produits phytosanitaires, polluants industriels ...) et l’aménagement des cours d’eau (empierrement des berges, suppression de la ripisylve, creusement et rectification du lit...). Elle n'est pas protégée.